# Dorothy Vaughan
Dorothy Johnson Vaughan (Kansas City, 20 settembre 1910 – Hampton, 10 novembre 2008) è stata una matematica e programmatrice statunitense afro-americana che ha lavorato per il National Advisory Committee for Aeronautics (NACA) e successivamente per la NASA, al Langley Research Center a Hampton, in Virginia.
Prima di entrare al Langley Research Center della NACA nel 1943, Vaughan fu professoressa di matematica alla R. R. Moton High School di Farmville, in Virginia.
Nella NASA, nel 1949 fu nominata responsabile ad interim della West Area Computers, un gruppo di lavoro composto esclusivamente da matematiche afro-americane, diventando la prima donna afro-americana a dirigere un gruppo di dipendenti del centro.
Durante i suoi 28 anni di carriera, Vaughan anticipò l'introduzione dei computer all'inizio degli anni '60, imparando e insegnando al suo staff il linguaggio di programmazione Fortran; in seguito diresse la sezione di programmazione della Analysis and Computation Division (ACD) a Langley e partecipò al progetto sui lanciatori Scout.
La Vaughan è una delle tre donne ritratte nel libro del 2016 di Margot Lee Shetterly Il diritto di contare (Hidden Figures in originale), poi adattato nel film biografico omonimo, sempre del 2016.

## Biografia

### Infanzia e istruzione
Dorothy Vaughan nacque il 20 settembre 1910 a Kansas City in Missouri, figlia di Annie e Leonard Johnson. La sua famiglia si trasferì a Morgantown in Virginia Occidentale, dove si diplomò al liceo di Beechurst nel 1925, venendo anche nominata valedictorian della sua classe.
Vaughan ottenne una borsa di studio dalla Conferenza della West Virginia dell'A.M.E. Sunday School Convention. Nel 1929, all'età di 19 anni, si laureò con lode in matematica presso la Wilberforce University, una università storicamente afroamericana di Wilberforce in Ohio.
Nel 1932 sposò Howard Vaughan. La coppia si trasferì a Newport News, in Virginia, dove ebbero sei figli: Ann, Maida, Leonard, Kenneth, Michael e Donald. La famiglia abitò per un certo tempo con i ricchi e rispettati genitori e nonni di Howard sulla South Main Street a Newport News. La Vaughan era molto devota alla famiglia e alla chiesa, questo pesò sulla sua decisione di rimanere a vivere a Newport News anche lavorando a Hampton alla NACA.
Anche se incoraggiata dai professori a frequentare corsi di laurea presso l'Università Howard, la Vaughan lavorò come insegnante di matematica alla Robert Russa Moton High School a Farmville, al fine di aiutare la sua famiglia durante la Grande depressione. Durante i 14 anni della sua carriera come insegnante, le scuole pubbliche e le altre istituzioni della Virginia erano ancora segregate razzialmente secondo le leggi Jim Crow.
Nel 1935 la NACA aveva istituito una sezione di matematici donne, che eseguivano calcoli complessi. Nel 1941 il presidente degli Stati Uniti Roosevelt emanò un decreto, l'Executive Order 8802, che aboliva la segregazione nell'industria militare, e un altro, l'Executive Order 9346, per porre fine alla discriminazione e segregazione razziale nell'assunzione e nella promozione di personale all'interno delle agenzie federali e dei fornitori di materiale militare. I due decreti erano volti a migliorare la capacità bellica degli Stati Uniti dopo il loro ingresso nella seconda guerra mondiale. Come conseguenza della coscrizione maschile, anche la National Advisory Committee for Aeronautics (NACA) aumentò le assunzioni di personale femminile, anche di colore, per sostenere la produzione di aeroplani. Due anni dopo l'emanazione dei due decreti di Roosevelt, il Langley Research Center, facente parte della NACA, iniziò ad assumere diverse donne nere per soddisfare la crescente domanda di elaborazione di dati legati alla ricerca aeronautica.
Nel 1943 la Vaughan fu così assunta al Langley Research Center, dove lavorò per 28 anni come matematica e programmatrice, specializzandosi nei calcoli per i percorsi di volo e partecipando al progetto sui lanciatori Scout  sotto la presidenza di John Fitzgerald Kennedy.
Nel 1949 fu nominata responsabile temporanea al NACA, prendendo il posto di una dirigente bianca. Era la prima dirigente donna afroamericana e una delle poche donne. Dirigeva un gruppo composto interamente da matematiche afroamericane. Ricoprì per anni un incarico ad interim prima di essere promossa ufficialmente alla carica di responsabile. La Vaughan si adoperò per dare opportunità alle donne del West Computing e anche alle donne degli altri dipartimenti. La matematica Katherine Johnson fu inizialmente assegnata al gruppo di Vaughan, prima di essere trasferita alla divisione di Meccanica del volo di Langley.
Nel 1958, quando la NACA divenne NASA, le strutture segregate, compreso il reparto West Computing, furono abolite e la Vaughan continuò a lavorarvi.
Nel 1961 si trasferì nell'area del calcolo elettronico, dopo che la NASA introdusse i primi calcolatori digitali (non umani). Divenne esperta di programmazione informatica, imparando da sola e poi insegnando ai suoi collaboratori il Fortran e altri concetti per prepararli alla conversione. Contribuì al programma spaziale attraverso il suo lavoro sulla famiglia di lanciatori Scout.
Lavorò nella divisione Tecniche Numeriche durante gli anni '60. Dorothy Vaughan e molti degli ex West Computers entrarono nella nuova Analysis and Computation Division (ACD), un gruppo misto sia a livello razziale sia di genere, che lavorava sulla ricerca dell'informatica elettronica.
Durante la sua carriera a Langley, ebbe modo di allevare i suoi sei figli. Uno di loro più tardi lavorò anche alla NASA-Langley.
In un'intervista del 1994 la Vaughan ricordò che mentre lavorava a Langley durante la corsa allo spazio le sembrava di essere "in prima linea per qualcosa di molto eccitante". Commentando il fatto di essere una donna afro-americana in quel periodo, osservò: "Ho cambiato quello che potevo, e quello che non potevo l'ho sopportato".

### Ultimi anni
Andò in pensione nel 1971, all'età di 61 anni. Morì il 10 novembre 2008 all'età di 98 anni. Oltre ai sei figli, lasciò dieci nipoti e quattordici pronipoti.

## Nella cultura di massa
Vaughan è una delle tre donne ritratte nel saggio di Margot Lee Shetterly del 2016 Il diritto di contare (Hidden Figures), e nel film omonimo, insieme a Katherine Johnson e Mary Jackson. Nel film esse calcolano le traiettorie di volo per il programma Mercury e l'Apollo 11 negli anni sessanta.
Il 16 ottobre 2019 le è stato dedicato un cratere sulla Luna. Questo nome è stato scelto dalla planetologa Ryan N. Watkins e proposto in quello che sarebbe stato il 109º compleanno di Dorothy Vaughan.

## Curiosità
- La Vaughan, che viveva a Newport News in Virginia, si recò sempre al lavoro ad Hampton con i mezzi pubblici.
- Fu membro della Alpha Kappa Alpha, una confraternita afro-americana, nonché membro attivo della Chiesa Episcopale Metodista Episcopale Africana, partecipando ad attività musicali e missionarie.
- Scrisse una canzone intitolata Math Math Math Math.